# Carlos Martínez de Irujo y Tacón
Carlos Fernando Martínez de Irujo y Tacón Erice y Gámiz (Cartagena, 4 de diciembre de 1765-Madrid, 17 de enero de 1824) fue un diplomático y político español, I marqués de Casa Irujo (desde el 6 de marzo de 1803), caballero de la Orden de Carlos III, y secretario de Estado en tres ocasiones (1812, 1818-9 y 1823).

## Biografía
Hijo del matrimonio entre Manuel Martínez de Irujo y Erice, natural de Beriáin (Navarra), contador del ejército del Reino de Valencia, y Narcisa Tacón y Gámiz, se formó en la Universidad de Salamanca, y en 1786 se lo envió de secretario en la legación española en los Países Bajos. En 1794, trabajando como primer secretario en la embajada española en Londres tuvo una hija ilegítima llamada Lavinia de Irujo. Se conservan varios dibujos suyos ejecutados por el artista Henry Fuseli. Durante su estancia en Gran Bretaña perfeccionó el idioma y adquirió considerables conocimientos de economía. Interesado en las teorías económicas de Adam Smith, tradujo al español de La riqueza de las naciones.
Fue promovido a ministro extraordinario y plenipotenciario de Su Majestad Católica en la legación española de Filadelfia, en sustitución del encargado de negocios José Jáudenes y Nebot. Tomó posesión del cargo en junio de 1796, y lo desempeñaría por espacio de doce años, hasta 1807. Alcanzó fama en los Estados Unidos por denunciar el apoyo prestado al general Francisco de Miranda para invadir a Venezuela en 1806 violando la Ley de Neutralidad de 1794 y por sus presuntas conspiraciones separatistas con el vicepresidente Aaron Burr.
En 1809 fue sustituido por Valentín de Foronda, volviendo a una España desgarrada por la invasión francesa. Se ofreció para el cargo de ministro plenipotenciario en Portugal, pero no llegó a desempeñar el puesto porque, al acreditar sólo Portugal un encargado de negocios, el nuevo presidente de la Junta Suprema Central, el marqués de Astorga, consideró más oportuno enviarlo a Río de Janeiro, donde estaba la corte en el exilio de Juan VI. En Brasil trató de coordinar esfuerzos para poner fin a la rebelión del virreinato de La Plata. A partir de la Revolución de Mayo y la instalación de la Primera Junta en Buenos Aires en mayo de 1810, fue uno de los organizadores de la oposición a los rebeldes en Montevideo. Logró el apoyo naval del monarca luso, y en 1811 negoció un armisticio con Manuel de Sarratea.
Desempeñó por primera vez a la Secretaría de Estado entre el 23 de junio y el 27 de septiembre de 1812. Una segunda, con carácter interino, entre 14 de septiembre de 1818 y el 12 de junio de 1819, pero cayó derribado por los manejos de Lozano de Torres, hombre de confianza del Rey. Su labor más destacada durante este mandato fue la recomendación de resolver el problema americano con medios exclusivamente españoles, alegando que solo mediante un considerable aumento de la potencia militar en América podría ésta volver a la obediencia de España, como deseaba la mayor parte de su población. Casa Irujo hizo aprobar por el Consejo de Estado una consulta en que se recomendaba a Fernando VII redoblar los intentos de pacificar los territorios ultramarinos mediante la organización de un potente ejército, cuyo destino acordado fue Río de la Plata. Fernando VII le encargó, a iniciativa de Irujo, la organización del ejército expedicionario al conde de Calderón. Este ejército, al mando de Rafael del Riego, sería el que se alzaría en Las Cabezas de San Juan (Sevilla) el 1 de enero de 1820 a pesar de los esfuerzos del conde de La Bisbal para sofocar la insurrección, lo que dio inicio al Trienio Constitucional y acabó con cualquier esperanza de restaurar el dominio español en América.

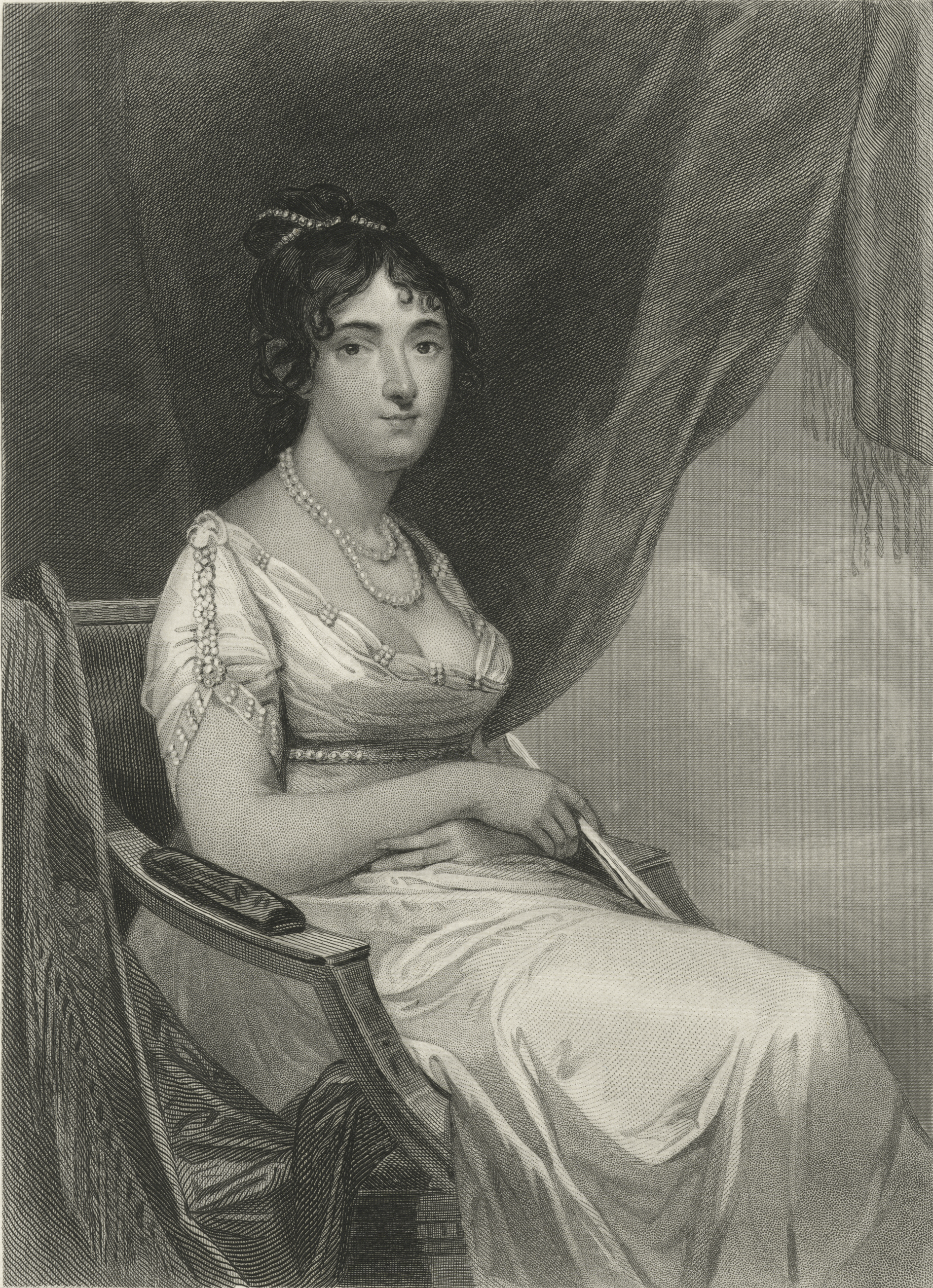
Sarah McKean de Irujo

Desempeñó el cargo de embajador de España en Francia durante este período, y volvió finalmente al Ministerio de Estado y a la jefatura del Gobierno el 2 de diciembre de 1823, reemplazando al ultrarreaccionario Víctor Damián Sáez, pero dejó el cargo en manos de Narciso Heredia, conde de Ofalia, como interino durante su enfermedad el 25 de diciembre. Falleció menos de un mes después, el 17 de enero de 1824.

## Matrimonio e hijos
Durante su estancia en los Estados Unidos, el 10 de abril de 1798 Irujo contrajo matrimonio con Sarah Maria Theresa McKean (1777-1841), la hija de 16 años del gobernador de Pensilvania Thomas McKean, uno de los hombres más respetados del país, firmante de la Declaración de Independencia. De este matrimonio hubo un único hijo:
- Carlos Martínez de Irujo y McKean (1802-1855), II marqués de Casa Irujo, duque consorte de Sotomayor, que llegó a ser Presidente del Consejo de Ministros de España en 1847.

## Semblanza
Era un hombre pequeño, obstinado, impetuoso y un tanto vano, de cabello rojizo; enormemente rico, infinitamente susceptible, extremadamente inteligente y muy atractivo (...) le gustaba América, la comprendía y la disfrutaba; era tremendamente popular en Filadelfia y Washington, cuando condescendía en personarse allí; se hallaba en intimidad con la Casa Blanca. Si bien perdía los papeles de cuando en cuando, y aunque no soltaba peroratas en los periódicos, servía a su Rey con enérgica lealtad; llevó su labor con dignidad y astucia; nunca olvidó el respeto debido a su posición, aunque poseía tendencias democráticas que sacaba a relucir en encuentros privados; era el único Ministro de primer rango en América, y consecuentemente el líder del cuerpo diplomático; contribuyó a la sociedad americana con las brillantes cualidades de su personalidad elegante y acertada; era un extraordinario caballero.
Extracto de Aaron Burr, Samuel H. Wandell, Meade Minnigerode, 1925.

| Predecesor: Ignacio Pezuela (interino)    | Secretario de Estado de España 1812                   | Sucesor: Ignacio Pezuela (interino)                  |
| Predecesor: José García de León y Pizarro | Secretario de Estado de España (interino) 1818 - 1819 | Sucesor: Manuel González Salmón (oficial habilitado) |
| Predecesor: Víctor Damián Sáez            | Secretario de Estado de España 1823 - 1824            | Sucesor: Narciso Heredia y Begines de los Ríos       |
| Predecesor: José de Jáudenes y Nebot      | Embajador de España en los Estados Unidos 1795-1807   | Sucesor: Valentín de Foronda                         |